# Steinrode
Steinrode là một đô thị thuộc huyện Eichsfeld nước Đức. Đô thị này có diện tích 10,31 km², dân số thời điểm 31 tháng 12 năm 2006 là 528 người.